# Älipbek Össerbajew
Älipbek Schäripbekuly Össerbajew (kasachisch Әліпбек Шәріпбекұлы Өсербаев, russisch Алипбек Шарипбекович Усербаев Alipbek Scharipbekowitsch Usserbajew; * 20. August 1961; † 17. April 2020) war ein kasachischer Politiker.

## Leben
Älipbek Össerbajew wurde 1961 im heutigen Bezirk Otyrar im Gebiet Türkistan geboren. Er hat einen Hochschulabschluss in Chemieingenieurwesen.
Seine berufliche Laufbahn begann er in einem Werk zur Herstellung von Asbestprodukten in Karaganda. Hier arbeitete er von 1983 bis 1986. Anschließend war Össerbajew bei verschiedenen Unternehmen in der Baubranche in Türkistan beschäftigt. Zwischen 2005 und 2006 arbeitete er für die Stadtverwaltung von Türkistan, bevor er Leiter der Bauabteilung der Stadt wurde. Danach bekleidete er ab Februar 2009 zuerst das Amt des stellvertretenden Bürgermeisters von Kentau und anschließend ab August 2009 das des stellvertretenden Bürgermeisters von Türkistan. Am 25. April 2012 wurde er zum Bürgermeister der Stadt ernannt. Nach nur etwas mehr als einem Jahr wurde er auf diesem Posten abgelöst und stattdessen Leiter der Abteilung für Wirtschaft und industriell-innovativer Entwicklung des Gebietes Südkasachstan. Bereits im September 2014 wurde er erneut Bürgermeister von Türkistan. Seine zweite Amtszeit an der Stadtspitze dauerte bis zum 20. Dezember 2017. Danach wurde er erster stellvertretender Äkim (Gouverneur) von Südkasachstan. Nachdem die Stadt Türkistan zum Verwaltungszentrum des Gebietes Türkistan wurde, wurde Össerbajew bereits zum dritten Mal zum Bürgermeister der Stadt ernannt. Auch diese Amtszeit dauerte nur rund ein Jahr, da er bereits im Juli 2019 von Raschid Ajupow abgelöst wurde. Seit dem 12. Juli 2019 war er Äkim des Bezirks Ordabassy.